# Sopa d'all
La sopa d'all és una sopa senzilla que es menja a tota la península Ibèrica i gran part d'Occitània. A la resta d'Occitània n'existeix una versió o variant anomenada aiga bulhida, a Madeira l'açorda madeirense i a Menorca l'oliaigo.
Una versió particular del torrin, com se li diu a la Vall d'Aran, és la que s'hi feia tradicionalment als nuvis, se suposa que per a agafar forces, que contenia molt de pebre negre i es diu torrin dels nòvis.
En general és una sopa considerada reconstituent força típica arreu com a ressopó, i que fins i tot en alguns llocs es pensava que ajudava a compensar el fet de beure massa alcohol. També s'ha menjat com esmorzar.

## Variants
Les antigues receptes de la Dordonya feien servir greix animal, però avui es fa generalment amb oli d'oliva. A Catalunya, País Valencià i a Llenguadoc, hi ha qui l'enriqueix amb un ou cru batut, afegit al caldo calent i remenant, de manera que queden una mena de fils tous. Modernament hi ha qui afegeix alguna pasta fina, típicament fideus.
Al centre de la península Ibèrica és força típic per Setmana Santa i, fora de Quaresma, actualment és habitual enriquir-lo amb trossets d'embotit, com per exemple pernil salat o xoriç.
Al nord de França aquesta sopa se sol fer amb ceba en comptes d'all.